# Hans Henken
Hans Henken (* 4. Juni 1992 in Laguna Beach, Kalifornien) ist ein US-amerikanischer Segler.

## Erfolge
Hans Henken begann im Alter von sechs Jahren mit dem Segelsport und bestritt mit zehn Jahren seine ersten Wettkämpfe. 2009 wurde er U23-Weltmeister in der Bootsklasse Moth. In der 49er Jolle wurde er 2015 und 2017 US-amerikanischer Meister sowie 2016 und 2021 nordamerikanischer Meister. Mit Ian Barrows gewann er bei den Panamerikanischen Spielen 2023 in Santiago de Chile die Goldmedaille in der 49er Jolle.
Bei den Olympischen Spielen 2024 in Paris gingen Henken und Barrows ebenfalls gemeinsam an den Start. Sie belegten in der Regatta nach den ersten zwölf Wettfahrten den vierten Platz und gingen mit 80 Punkten ins abschließende Medal Race. Dieses beendeten sie auf dem vierten Platz, womit sie mit 88 Punkten noch auf den dritten Platz vorrückten und die Bronzemedaille gewannen. Olympiasieger wurden die Spanier Diego Botín und Florián Trittel, die als Gesamtführende auch das Medal Race gewonnen hatten und die Regatta mit 70 Punkten abschlossen. Zweite wurden die Neuseeländer Isaac McHardie und William McKenzie mit 82 Punkten.
Henken schloss ein Masterstudium der Luft- und Raumfahrttechnik an der Stanford University ab, für deren Sportteam Standford Cardinal er zahlreiche Erfolge im Segeln erzielte. Henkens jüngere Schwester Paris Henken nahm 2016 an den Olympischen Spielen in Rio de Janeiro teil. Ihre Partnerin war Henkens Ehefrau Helena Scutt.